# Rance (flod i Bretagne)
Rance (bretonska: Renk, franska: La Rance) är en 102 km lång flod i nordvästra Frankrike. Den mynnar ut i Engelska kanalen, mellan Dinard och Saint-Malo.
På väg mot Engelska kanalen passerar vattnet en 750 meter lång fördämning, La Rance tidvattenkraftverk.
Floden är förbunden med Vilaine medelst Canal d'Ille-et-Rance.
Departement och städer längs floden:
- Côtes-d'Armor: Collinée, Caulnes, Dinan
- Ille-et-Vilaine: Dinard, Saint-Malo

## Hydrologi och vattenkvalitet
Bifloder till Rance inbegriper:
- Croqueloir
- Clergé
- Fremeur
- Quinéford

Denna flod har måttlig turbiditet och dess brunaktiga vatten rinner ganska långsamt på grund av vattendragets svaga lutning. pH-nivåer har uppmätts till 8,13 inom staden Dinan och den elektriska ledningsförmågan i vattnet har uppmätts till 33 mikro-siemens per centimeter. Vid denna referenspunkt är sommarflödena vanligtvis omkring 14 m³/s.